# Gymnopais holopticus
Gymnopais holopticus är en tvåvingeart som beskrevs av Stone 1949. Gymnopais holopticus ingår i släktet Gymnopais och familjen knott. Inga underarter finns listade i Catalogue of Life.